# The Broken Butterfly
The Broken Butterfly ist ein US-amerikanisches Filmdrama aus dem Jahr 1919 von Maurice Tourneur mit Lew Cody und Mary Alden in den Hauptrollen. Der Stummfilm wurde von Tourneur selbst produziert und basiert auf dem Roman Marcene von Penelope Knapp.

## Handlung
Eine junge Frau, die etwas naive Marcène Elliott, streift durch die kanadischen Wälder. Sie begegnet dem Komponisten Daniel Thorn, der in den Wäldern Inspirationen für seine neue Sinfonie sucht. Die beiden jungen Leute verlieben sich ineinander. Daniel komplettiert seine Sinfonie und nennt sie Marcène. Er will, dass seine Geliebte ihn begleitet, doch Marcène hat Angst vor ihrer dominanten Tante Zabie, so dass Daniel sie verlässt.
Marcène bringt ein Mädchen zur Welt und wird daraufhin von ihrer Tante verstoßen. Alleine und voller Furcht begeht sie einen Selbstmordversuch. Zabie unterrichtet Daniel von der Geburt des Kindes. Sie erzählt ihm, dass sich Marcène mit ihrer Tochter ertränkt habe. Um seine Trauer und den Schmerz zu verarbeiten, geht Daniel auf Reisen. In England begegnet er Marcènes Schwester, die seine Sinfonie auf dem Klavier spielt. Die beiden verlieben sich und heiraten.
Als sie nach Kanada zurückkehren, erfahren sie, dass Marcène und ihre Tochter leben. Marcène ist jedoch sterbenskrank vor Liebeskummer. Daniel und seine Frau erzählen ihr nichts von der Hochzeit. Marcène ist glücklich, dass ihr Geliebter zu ihr zurückgekommen ist und stirbt. Das Ehepaar adoptiert das Mädchen.

## Hintergrund
Der Film wurde am 1. November 1919 in den USA uraufgeführt. In Deutschland wurde er in einer restaurierten Version am 16. November 2020 im deutschen Fernsehen ausgestrahlt.
Der Filmarchitekt Ben Carré übernahm die künstlerische Leitung.

## Kritiken
Das Lexikon des internationalen Films schrieb: „Ein hochemotionales Stummfilm-Melodram mit einer einfachen Handlung, aber außerordentlich poetischer Bildsprache, die vor allem im Einsatz der Naturbilder zum Ausdruck kommt. Die Inszenierung entwickelt den Film meisterlich zwischen ergreifendem Gefühl und allegorischer Erzählung. Lange kaum zugänglich, wurde der Stummfilm 2019 aufwändig restauriert.“
Die Filmzeitschrift Cinema befand: „Poetisch inszenierte, nostalgische Tragödie.“
Laurence Reid schrieb im Magazin Motion Picture News, der Film habe eine einfache und menschliche Geschichte und einen unlogischen Höhepunkt.